# Mont Cassin
Pour les articles homonymes, voir Cassin.
Le mont Cassin (en italien : Montecassino ou Monte Cassino) est une colline culminant à 516 mètres d'altitude située en Italie.

## Géographie
Le mont Cassin est situé sur le territoire de la commune de Cassino, à l'ouest du village, dans la province de Frosinone et la région du Latium.
Il occupe une position clef entre la vallée du Volturno et la vallée du Liri.

## Histoire
Vers 530, Benoît de Nursie (alias saint Benoît) y fonde l'abbaye du Mont-Cassin, où il rédige une règle monastique qui devint la règle de saint Benoît.
Le mont, dominant la route allant de Naples à Rome et gênant la progression des troupes alliées vers le nord, a été le théâtre d'intenses bombardements et de combats très meurtriers durant la Seconde Guerre mondiale, connus sous le nom de bataille de Monte Cassino.